# 兹沃利
兹沃利（英語：Zwolle）是美国路易斯安那州下属的一座城市。根据2010年美国人口普查，该市有人口1,759人。建置上，属于“town”。